# 水木在家
水木在家（みずきざいけ）は青森県弘前市の大字で、旧中津軽郡相馬村の大字。郵便番号は036-1505。

## 地理
岩木川の支流・相馬川東側に位置し、川に沿って北東から南西に伸びている。西北から北にかけて紙漉沢、北東は五所、東は湯口、東南は黒滝、南は藍内、南西は藤沢、西は坂市に接する。また、大きな特徴として、水木在家地区を見下ろすように、スキー場・宿泊施設・運動公園を擁する「星と森のロマントピア」が当地の高台にある。

### 小字
小字として岩浪沢・桜井がある。

## 歴史
詳細は不明だが、かつて当地に、浪岡御所北畠氏の類族である水木氏の居館と伝えられる相馬水木館跡があり、形式は居館形式。地名は、水木氏がいたとされることにちなむものと思われる。

### 沿革
- 1889年（明治22年） - 相馬村の大字になる。
- 1891年（明治24年） - 人口181で、戸数32、厩19。

## 世帯数と人口
2017年（平成29年）6月1日現在の世帯数と人口は以下の通りである。
| 大字                 | 世帯数 | 人口  |
| -------------------- | ------ | ----- |
| 水木在家（小字全域） | 75世帯 | 237人 |

## 施設

### 公共
- 星と森のロマントピア
- 水木在家公民館
- 大山祇神社

## 小・中学校の学区
市立小・中学校に通う場合、学区は以下の通りとなる。
| 大字     | 番地 | 小学校             | 中学校             |
| -------- | ---- | ------------------ | ------------------ |
| 水木在家 | 全域 | 弘前市立相馬小学校 | 弘前市立相馬中学校 |

## 交通
- 弘南バス

水木在家入口、桜井、ロマントピア前（弘前 - 水木在家・ロマントピア線）停留所。